# La Forêt de glace
Pour plus de détails, voir Fiche technique et Distribution.
La Forêt de glace (La foresta di ghiaccio) est un film d'aventures italien réalisé par Claudio Noce (it) et sorti en 2014.

## Synopsis
Pietro, un jeune technicien qualifié, arrive dans un petit village alpin à la frontière slovène pour réparer une panne dans une centrale électrique de haute altitude et se retrouve soudain confronté à une étrange disparition. Une forte opposition s'engage entre le jeune Pietro et deux frères, Lorenzo et Secondo, qui travaillent et vivent dans la région. Lorsque Pietro découvre l'origine des secrets cachés dans la vallée, la tension explose, déclenchant un jeu de miroirs déformants dans lequel personne, pas même Lana, l'experte en ours, n'est à l'abri des soupçons.

## Fiche technique
- Titre français : La Forêt de glace[1]
- Titre original italien : La foresta di ghiaccio[2]
- Réalisateur : Claudio Noce (it)
- Scénario : Elisa Amoruso (it), Francesca Manieri (it), Claudio Noce (it), Diego Ribon (it)
- Photographie : Michele D'Attanasio (it)
- Montage : Andrea Maguolo (it)
- Musique : Ratchev et Carratello
- Décors : Daniele Frabetti
- Production : 	Andrea Paris, Matteo Rovere
- Sociétés de production : Fandango, Rai Cinema
- Pays de production :  Italie
- Langue originale : italien
- Format : couleurs - 2,35:1
- Durée : 100 minutes
- Genre : film d'aventures, thriller
- Dates de sortie :
  - Italie : 23 octobre 2014 (Festival du film de Rome) ; 13 novembre 2014 (sortie nationale)
  - France : 5 septembre 2023 (vidéo à la demande)

## Distribution
- Emir Kusturica : Secondo
- Ksenia Rappoport : Lana
- Domenico Diele : Pietro
- Adriano Giannini : Lorenzo
- Giovanni Vettorazzo : Stanislao
- Maria Roveran : Sandra
- Rinat Khismatouline : Lazlo
- Danilo Panzeri : Attilio
- Marco Tenti : Manlio
- Adriano Mosca : Davide
- Diego Ribon : Dario
- Stefano Pellizzari : Drago
- Nusret Salija : Vladan
- Armend Salija : Mirolslav
- Bambara Aboubacar : enfant immigré
- Franco Paissan : garde forestier